# District de Beishi
Le district de Beishi (北市区 ; pinyin : Běishì Qū) est une subdivision administrative de la province du Hebei en Chine. Il est placé sous la juridiction de la ville-préfecture de Baoding.